# 永康市
28°53′27″N 120°02′33″E / 28.89083°N 120.04250°E
永康市位于中華人民共和國浙江省中部。三国吴时置永康县，1992年撤县设市。目前隶属于金华市管辖。由于五金产业民营经济活跃，有“五金之都”之称，现为中国最大的五金产品集散中心。 同时，永康也是中国综合实力百强县（市）之一。市政府駐东城街道金城路25号。区域总面积为1,047.49 平方公里。

## 历史沿革

### 先秦时期
新石器时期，永康境内已有人类活动。在永康发现的庙山遗址和太婆山遗址与浦江上山文化遗址同属新石器时代的人类遗址。春秋时期，永康为越国土地。而到了战国时代，越国被楚国所灭，永康也因此成为楚地。

### 秦汉时期
公元前222年，秦始皇定江南，平百越，建立会稽郡乌伤县，永康即属乌伤县。汉因秦制。王莽改制后乌伤县改名乌孝县。东汉建武元年（25年）恢复乌伤县之名。

### 三国两晋南北朝
三国吴赤乌八年（公元245年）以乌伤县上浦乡置永康县。吴宝鼎元年（266年）以会稽郡西部设东阳郡，永康属东阳郡。晋朝沿用孙吴的建制。南朝，梁绍泰二年（556年），东阳郡设缙州，永康属之。陈天嘉三年（562年）废除缙州，不久又改东阳郡为金华郡。

### 隋唐两宋
隋开皇九年（589年），隋灭陈，废除金华郡，永康属吴州。同年，永康县被并入吴宁（金华），不久又复置永康县。开皇十三年，设婺州，永康属于婺州。大业三年（607年），废婺州为东阳郡。
唐朝，永康为望县。唐武德四年（621年），擢升为丽州，属越州总管府，县治迁至县城北部。唐武德八年（公元625年），废丽州为永康县，属婺州管辖。天授二年（691年），从永康县析置武义县。登封元年（696年），从永康县析置缙云县。天宝元年（742年），改婺州为东阳郡。乾元元年（758年），又将东阳郡设为婺州。
此后至五代十国、两宋，永康均属婺州。五代十国期间，永康县为吴越国之土。宋代的永康县为紧县，北宋为两浙路地，南宋则属两浙东路。

### 元明清

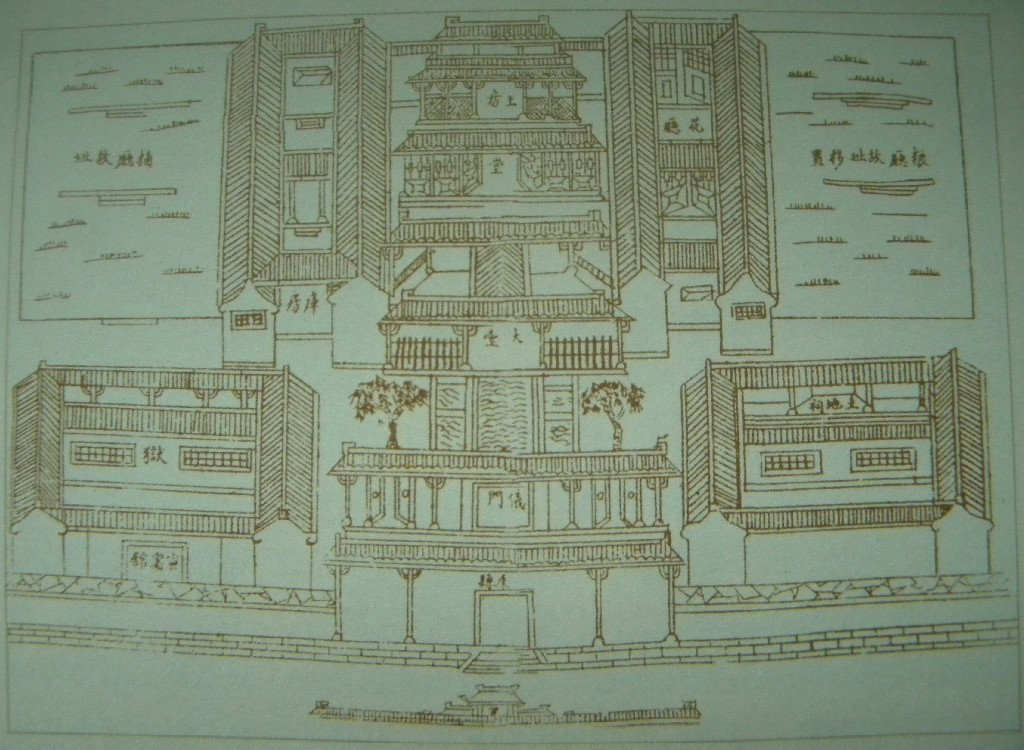
清代永康县公署布局平面图

元代，永康为上县，属江浙等处行中书省婺州路。至正十八年（1358年）十二月，朱元璋的军队攻取了婺州，永康归附其下。后婺州路改为宁越府。至正二十年（1360年）正月，又将宁越府改为金华府，永康属之。明朝，永康属浙江承宣布政使司金华府。清朝属浙江省。

### 中华民国
民国元年（1912）年废府置道，永康属金华道。十六年，废除道制，永康县直属浙江省。二十一年，在金华设第六行政督察区。二十四年八月，在兰溪设第四行政督察区，三十七年，改第四行政督查区为第八行政督察区，永康在其管辖之内。

### 中华人民共和国
1949年5月8日，中国人民解放军占领永康县，依旧属于第八行政督察区，后改为金华专区。1958年10月，撤销武义县建制，将武义县全境划归永康县。1961年10月，又从永康县复析置武义县。1978年后，金华专区改为金华地区，永康依旧从其管辖。1985年6月，地区改市，永康县由金华市代管。1992年10月8日，永康撤县设县级市。

## 地理
永康地处浙江省中部，靠近北纬120度，东经29度的位置，在东南丘陵地区的金衢盆地内。地势东、南、北三面较高，西南较低，地理特征为“七山一水二分田”。 永康东邻磐安县，南接缙云县，西毗武义县，北界义乌市、东阳市。

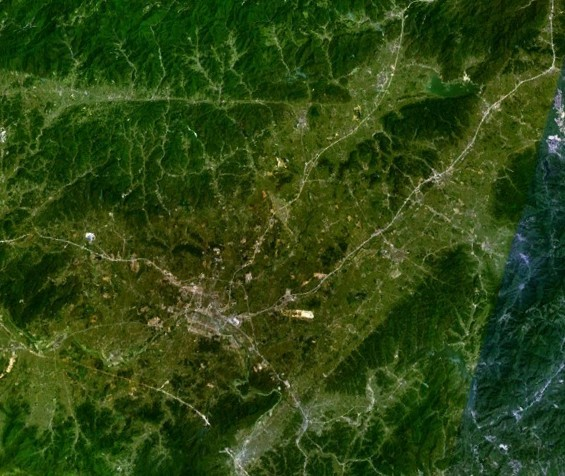
永康卫星地形图

### 地质地貌
境内出露最老的地层为上侏罗纪统磨石山群火山岩，分布于盆地周围，组成中低山丘陵。上覆下白垩统管石组，以不整合或假整合接触。盆地内部多为朝川组红层，其上为方岩组砂砾岩，出露于盆地的东南部一带。
永康市境内的地貌形态主要为低山、丘陵、平原三种。低山占全境面积的约17%，与磐安交界处海拔930米的黄寮尖为永康最高峰。丘陵占约44.3%，主要成因分为构造-剥蚀地貌和火山-剥蚀地貌两种。平原主要分布于永康江水系的两岸，为永康地势最低的一级，占全境面积的约38.7%，以永康江流出永康境处最低，海拔72米。

### 气候
永康气候温和，四季分明，气候类型为亚热带季风气候。年平均气温17.5℃，年平均日照时数为1909小时，无霜期245天，年平均降水量1387毫米。
| 永康市              | 永康市       | 永康市       | 永康市      | 永康市      | 永康市      | 永康市       | 永康市       | 永康市       | 永康市       | 永康市      | 永康市      | 永康市      | 永康市       |
| 月份                | 1月          | 2月          | 3月         | 4月         | 5月         | 6月          | 7月          | 8月          | 9月          | 10月        | 11月        | 12月        | 全年         |
| ------------------- | ------------ | ------------ | ----------- | ----------- | ----------- | ------------ | ------------ | ------------ | ------------ | ----------- | ----------- | ----------- | ------------ |
| 历史最高温 °C（°F） | 27.6 (81.7)  | 30.0 (86.0)  | 31.5 (88.7) | 35.4 (95.7) | 36.8 (98.2) | 38.2 (100.8) | 40.8 (105.4) | 41.7 (107.1) | 40.1 (104.2) | 34.2 (93.6) | 30.5 (86.9) | 27.0 (80.6) | 41.7 (107.1) |
| 日均气温 °C（°F）   | 5.1 (41.2)   | 6.4 (43.5)   | 11.0 (51.8) | 17.4 (63.3) | 21.9 (71.4) | 25.1 (77.2)  | 29.5 (85.1)  | 29.1 (84.4)  | 24.8 (76.6)  | 18.9 (66.0) | 13.0 (55.4) | 7.4 (45.3)  | 17.5 (63.5)  |
| 历史最低温 °C（°F） | −11.8 (10.8) | −10.7 (12.7) | −3.2 (26.2) | 1.0 (33.8)  | 10.0 (50.0) | 15.5 (59.9)  | 19.1 (66.4)  | 17.8 (64.0)  | 11.3 (52.3)  | 0.0 (32.0)  | −3.8 (25.2) | −8.7 (16.3) | −11.8 (10.8) |
| 月均日照時數        | 122.8        | 106.9        | 119.7       | 137.8       | 142.2       | 147.2        | 261.3        | 255.6        | 183.0        | 162.6       | 139.2       | 130.6       | 1,909        |
| 来源：《永康县志》  |              |              |             |             |             |              |              |              |              |             |             |             |              |

### 水文

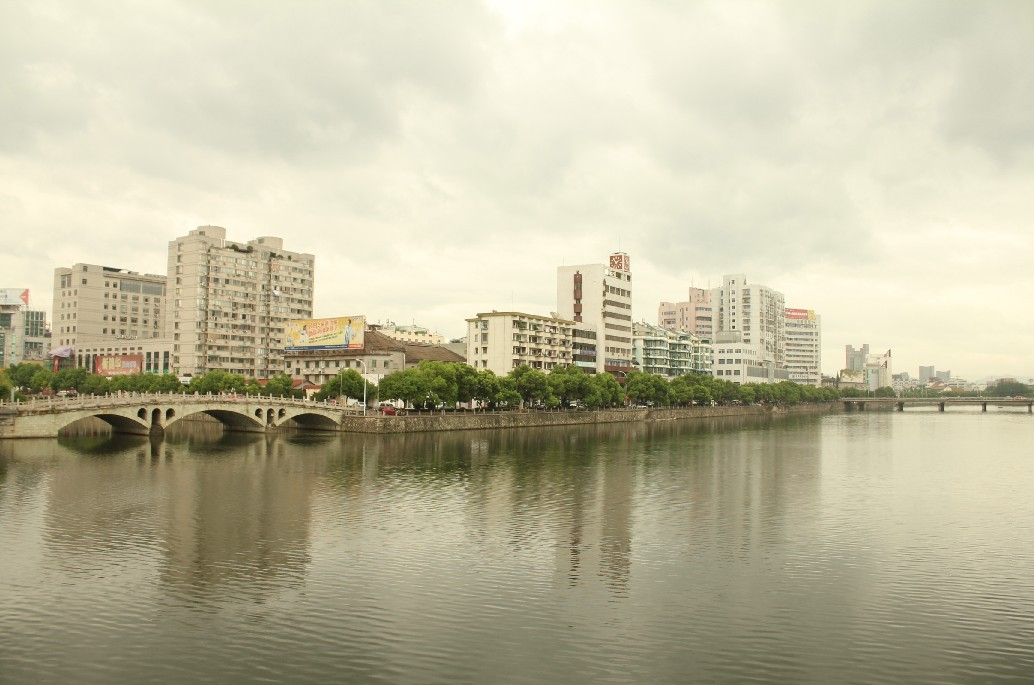
图中左为华溪，右为南溪，交汇后称永康江

永康境内的河水溪流，多从周围山地流向盆地内部的永康江，特点是源短流急，上游水位落差大，下游洪水涨落快，持续时间短。流域面积超过10平方公里的河流有38条，永康江为境内流域面积最大的河流。除了棠溪属瓯江水系外，其余均为钱塘江水系。

## 行政区划
下辖3个街道办事处、11个镇，27个社区、34个居民区、717个行政村， 市政府驻东城街道。
- 街道办事处：东城街道、西城街道、江南街道。
- 镇：芝英镇、石柱镇、前仓镇、舟山镇、古山镇、方岩镇、龙山镇、西溪镇、象珠镇、唐先镇、花街镇。

## 人口
2022年初常住人口为97.22万人，其中城镇常住人口为65.01万人。户籍人口总数为62.22万人。
根据中华人民共和国第五次全国人口普查结果，永康市有人口556994人。 2008年，永康人口为56.46万。

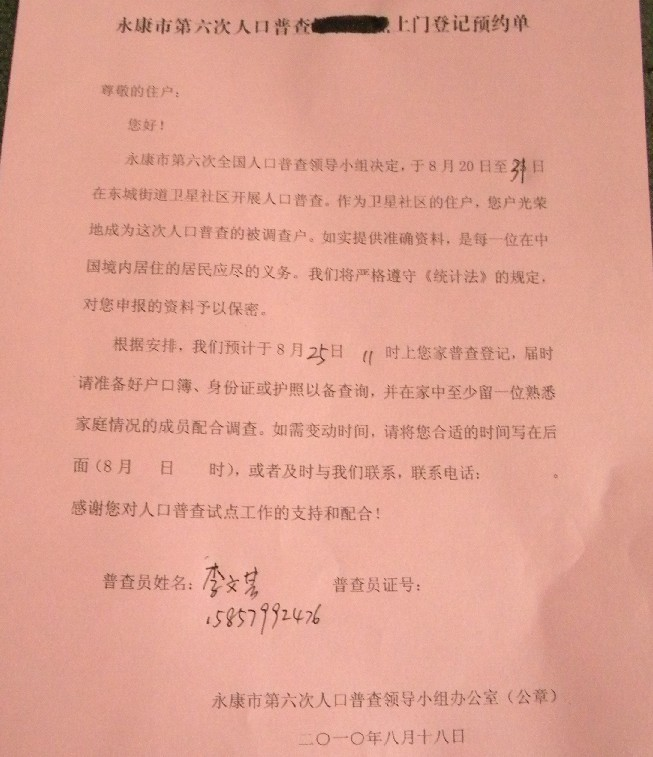
一张永康市开展中华人民共和国第六次全国人口普查时使用的登记预约单

### 人口变动
永康户籍记载始于宋代。宋代，户分主户与客户。为了便于征收身丁税，人口统计只计男不计女。男20岁为丁。宋有主客户21352，主客丁44766。元代，严酷的种族分治下，户分南、北户，丁也分南、北丁。永康有南户11063，北户229，共11292；有南丁54060，北丁662，共54722。明代，男为丁，女为口。至明万历六年（1578年），有户19055，丁44252，口19715。清代，康熙二十年（1681年）户口共计25468。康熙五十年，滋生人丁，永不加赋，使得长期逃税隐秘的人口逐步报实。康熙六十年，有丁口26909，雍正四年（1726年）为27157，同治十三年（1874年）为57776。中华民国元年（1912年），全县人口170799人。27年增至291374人。由于日军侵华，民国34年，人口减至263286人。中华人民共和国成立后，举行过多次全国人口普查。前三次人口普查结果为：1953年人口为291566人，1964年为313171人，1982年为455705人。最近的一次人口普查，即第六次人口普查的结果显示，永康市现有72.35万，其中外来人口占了32.89%的比例。

### 人口构成

#### 民族
永康属汉族聚居区，汉族人占永康人口的绝大多数。1982年人口普查时，全县有少数民族9个，共44人：畲族20人、回族12人、壮族5人、傣族2人，苗族、彝族、满族、侗族、白族各1人。

#### 性别
2008年，永康人口为56.46万，其中男性28.81万，女性27.65万。

#### 户籍
由于经济发展的原因，永康市成为外来人口较复杂的地区。据2009年公安部门5%人口抽样调查结果显示，永康市有常住人口72.5万人，本地户籍人口56万人。外来常住人口达约26.5万人，外来常住人口与本地户籍常住人口的比例为0.58：1。 若加上非常住的外来人口，这个比例将更高。

## 经济
永康的支柱产业为五金工业，个体私营经济占较大比例。全市有个体工商户两万多家，民营经济占全市经济总量95%以上。整体经济实力较强，为中国综合实力百强县（市）。

### 经济指标

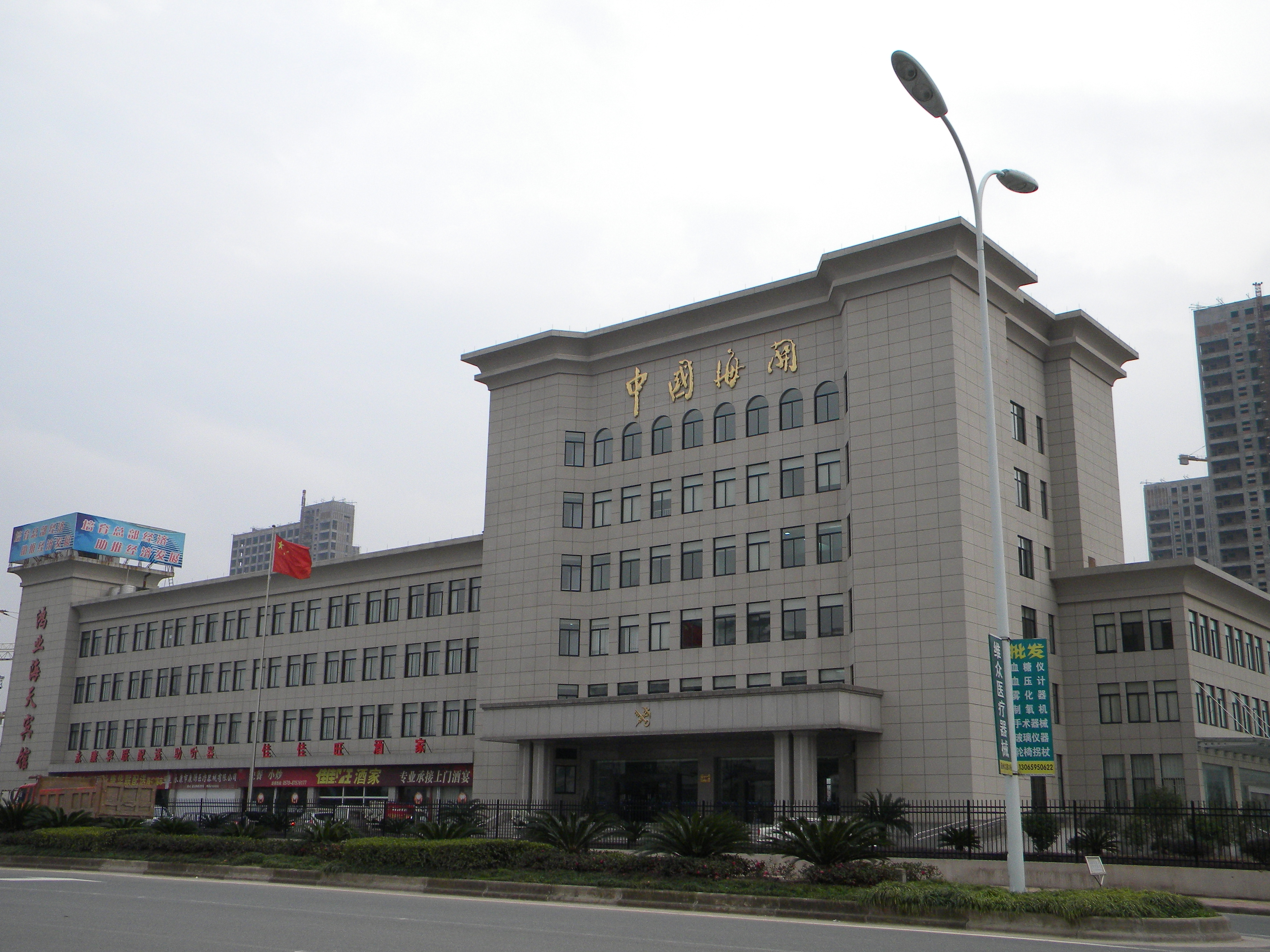
永康海关办事处

2011年永康市实现地区生产总值355.3亿元，年增长10.5%；人均GDP为61743元。城市居民人均可支配收入为28998元，农民人均纯收入12961元。财政预算收入12961亿元，其中地方财政收入25.26亿元。 永康是继义乌后金华市内第二个获准设立海关办事处的县级市。

### 农业
农业以水稻种植为主，以芝英、桥下为主的万亩无公害优质稻米生产基地为全省最大。 特色农业产业生产基地有石柱芋艿基地、永祥杨梅和笋竹两用林基地、棠溪中山与前仓枫林一带为主的土鸡基地等。 永康市还是金华火腿的主产地之一。其他土特产还有方岩绿毫茶叶、鹅肥肝、五指岩生姜等。

### 工业
五金工业为永康市的支柱产业，形成较为完整的工业体系。 主导产品有五金机械、电动工具、保温杯、防盗门、滑板车、化工、建材等等，目前是中国最大的五金产品集散地，有五金企业近一万家，从业人员达30万人。
永康素有“五金之都”的称号。21世纪，永康市相继获得中国轻工业联合会等机构联合授予的“中国门都”、“中国休闲运动车之都”、“中国口杯之都” 荣誉称号。

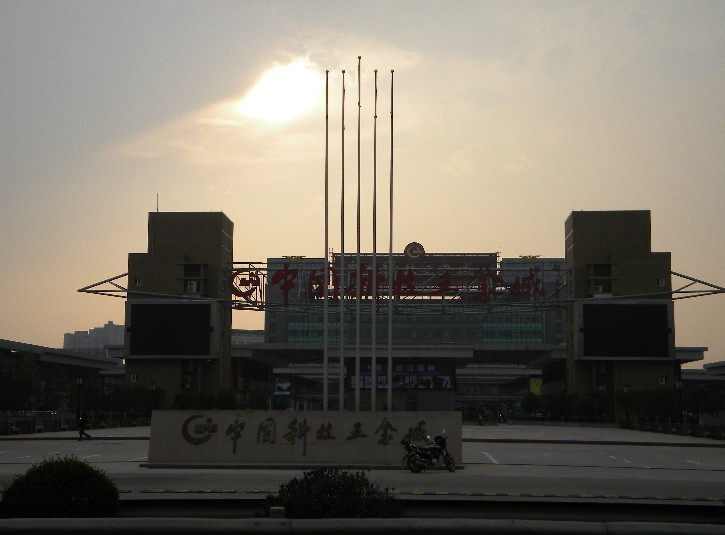
中国科技五金城(二期)

城东的中国科技五金城为中国最大的五金专业市场。每年的9月26日到9月28日，由中国国际贸易促进委员会、中国商业联合会、中国轻工业联合会、中国科技金融促进会、中国发明协会联合主办的中国五金博览会在永康召开，至2009年已举办14届。

### 第三产业
由于永康是制造业占经济发展主导地位的城市，第三产业份额一直不高。为了促进第三产业的发展以优化产业结构，政府有关部门出台了一些奖励性政策，鼓励引导骨干企业进行服务业的分离发展，将物流、科研、信息咨询、售后服务等产业链分离出来。另外，政府对旅游、会展等方面发展也给予扶持。
2010年前5个月，全市实现财政总收入183750万元，同比增长17.07%；地方财政收入104435万元，同比增长34.69%。其中，第三产业收入47158万元，同比增长58.96%，占了地税收入的60.8%。

### 金融

中国人民银行永康市支行

在快速发展的民营经济带动下，永康的金融事业也异常活跃。除了中国工商银行、中国建设银行、中国银行、中国农业银行、交通银行等原国有商业银行的机构外，目前在中国设有分支机构的其他商业银行还有兴业银行、平安银行、招商银行、中信银行、上海浦东发展银行、浙商银行、恒丰银行、金华银行、浙江稠州商业银行、浙江永康农村合作银行、浙江永康农银村镇银行等，以及其他各类证券、保险、信托等金融机构。
2009年，金融系统对外存款余额为464.2亿元，同比增长38.18%，金融系统对外贷款余额393.3亿元，同比增长52.36%。

## 文化

### 语言
永康话属吴语金衢片，内部的差异在民间分为“上角腔”和“下角腔”。
永康话在音系上有几个较其他吴语方言不同的显著特点：
- 复合元音丰富。
- 入声消失，清入字派入阴上，浊入字派入阳上。
- 鼻音变音声母，各有两套：一套读紧喉，出现在阴调字；一套读浊流，出现在阳调字。

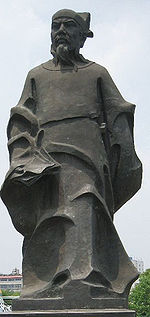
龙川公园内的陈亮雕塑

曾经有一些语言学者将永康话与苏州话作为吴语的南北代表性语言，如袁家骅的《汉语方言概要》，将永康话视为南部吴语区的典型代表。

### 学派
永康是浙东学派中的永康学派的发源地，也是其代表人物——南宋政治家、哲学家、词人陈亮的家乡。

### 风俗
永康的传统游艺九狮图、传统舞蹈十八蝴蝶、传统美术永康锡艺、民俗方岩庙会、传统戏剧醒感戏 和曲艺永康鼓词 被列入中国国家级非物质文化遗产。
创始于1986年，每年春节前夕举办的“华溪春潮”晚会至2011年已达26届，创中国县级春节晚会举办历史之最。2001年4月，“华溪春潮”获上海大世界基尼斯记录。

## 交通

### 公路
长深高速（ 金丽温高速公路）、 台金高速公路与 东永高速公路把永康与金华、温州、台州等地紧密相连； 330国道、东永一线、大永线、35省道临石线、永武公路、永义公路纵横交织，构筑起较为完善的交通网络。到2007年底，永康境内公路总里程达1021.4公里，其中国道49.8公里，省道58.3公里，县道320.5公里，乡道308.5公里，公路密度每百平方公里为97.4公里。 2008年，全市行政村公路通村率达100%。
2008年永康市公路客运量1269.16万人，公路货运量1483.9万吨。
随着永康经济的发展，新的规划为“五纵、五横、六连”的骨架公路网布局。五纵为永康——义乌、大永线、东永一线、石柱——四路、东永高速公路，五横为双桥——四路、杨公——金江龙、花街——芝英、330国道、金丽温高速——台金高速，六连为桥下——尚黄桥、金江龙——马关、中山——世雅、象珠——游溪塘、35省道、麻车头——马岭下。

#### 高速公路线路
- 长深高速公路（金丽温高速公路）
- 台金高速公路
- 东永高速公路

#### 国道线路
- 330国道

#### 省道线路
- File:Shoudou 35(China).svg 35省道 临石线
- File:Shoudou 39(China).svg 39省道 东永一线
- File:Shoudou 43(China).svg 43省道 永武线

### 铁路
1998年建成的老金温铁路贯穿永康境内，设有永康站。电气化的金温铁路扩能改造工程与永康南站于2015年底建成通车。

#### 铁路线路

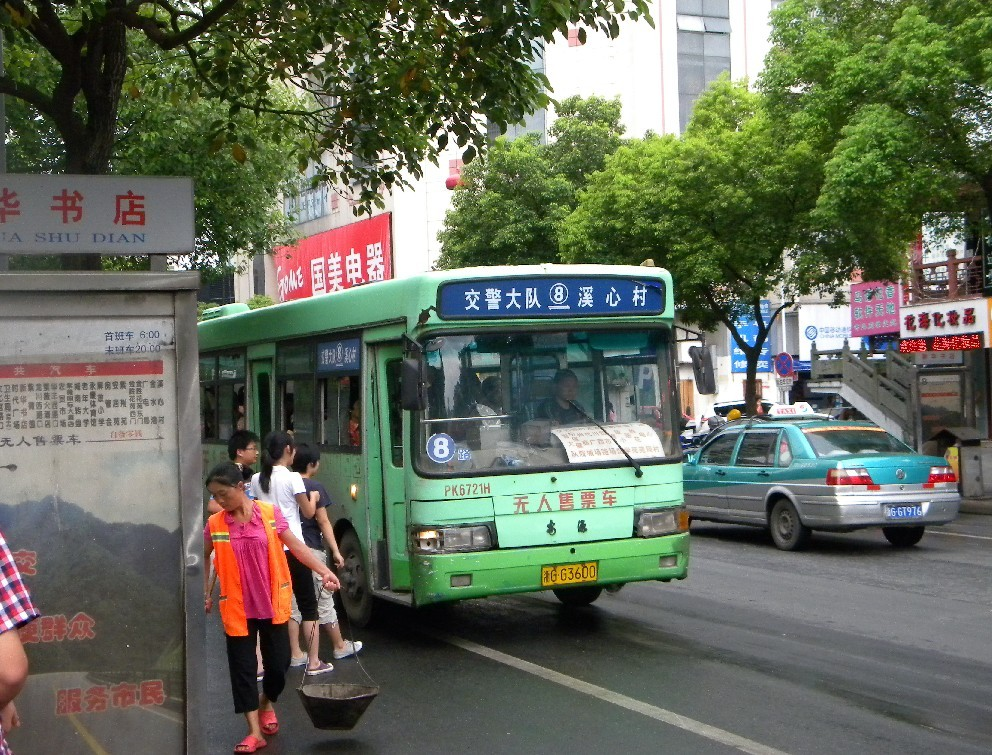
停靠在新华书店站的8路公交车

- 金温货线
- 金温铁路
- 金台铁路

### 公共交通
至2010年，永康市有1路、2路、3路、5路、6路、7路、8路、12路、16路一共十路13条公交路线，为无人售票车，由远通、双飞等公交公司运营，全程票价一元，空调车1.5元，首末班时间多为6点与20点。
城乡客运与长途客运主要在城东的长途汽车东站与城西的客运西站搭乘，线路沟通市内各个镇、临近城市及部分省外城市。
出租车由双飞、康迪和永康市旅行社运营，起步价5元/2公里，附加1元的燃油附加费。

### 汽车
截至2010年4月，永康市机动车保有量达到172731辆，其中汽车保有量101455辆。

## 旅游

### 自然风景区

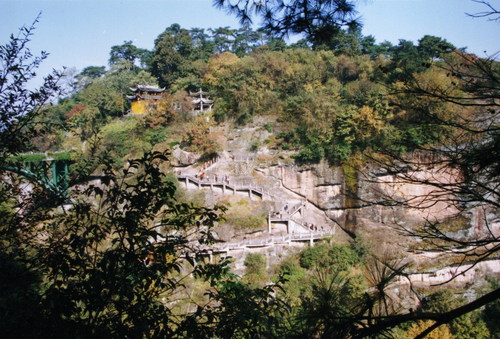
方岩风景名胜区

城区以东的国家重点风景名胜区、国家4A级风景名胜区、浙江十佳美景乐园之一的方岩风景区为典型丹霞地貌，峰峦如画。方岩山顶供祀胡公大帝（北宋胡则），景区内有五峰书院，南宋朱熹、陈亮等曾在此讲学。

### 文物保护单位

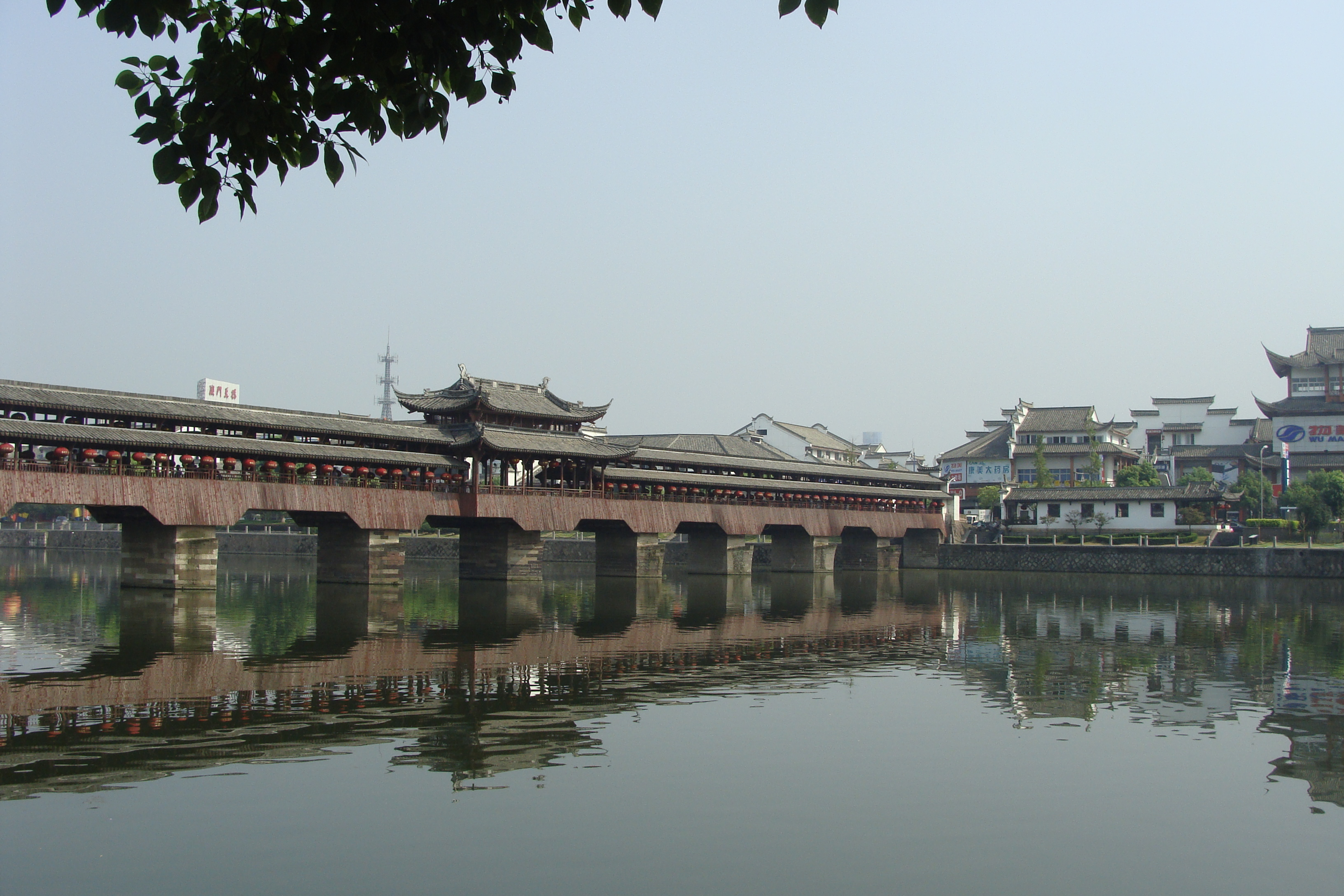
永康江上的西津古桥

永康市境内有花街大夫第（含正心堂）、徐震二公祠、西津桥、古山胡氏旧宅、陈大宗祠、占鳌公祠（含仁寿堂、慈孝堂和燕贻堂）等共十五处浙江省文物保护单位。另外，永康市有六批共七十二处市级文物保护单位, 分布于城区各街道及多个乡镇。

## 医疗卫生
永康市城区的主要医院有第一人民医院、中医院、红十字会医院、妇幼保健院、精神病防治院（第三人民医院）、骨科医院（第六人民医院）等。 新医改的近期目标是到2011年，基本建立城乡“20分钟医疗卫生服务圈”。

## 教育

### 古代
自宋端拱二年（989年）胡则登进士起，至清光绪二十四年（1898年）止，永康共有进士207人，含状元、榜眼各1人。按朝代计，宋代140人，元代2人，明代39人，清代14人，科分无考者11人。

### 现代
永康市现行九年制义务教育。

#### 小学

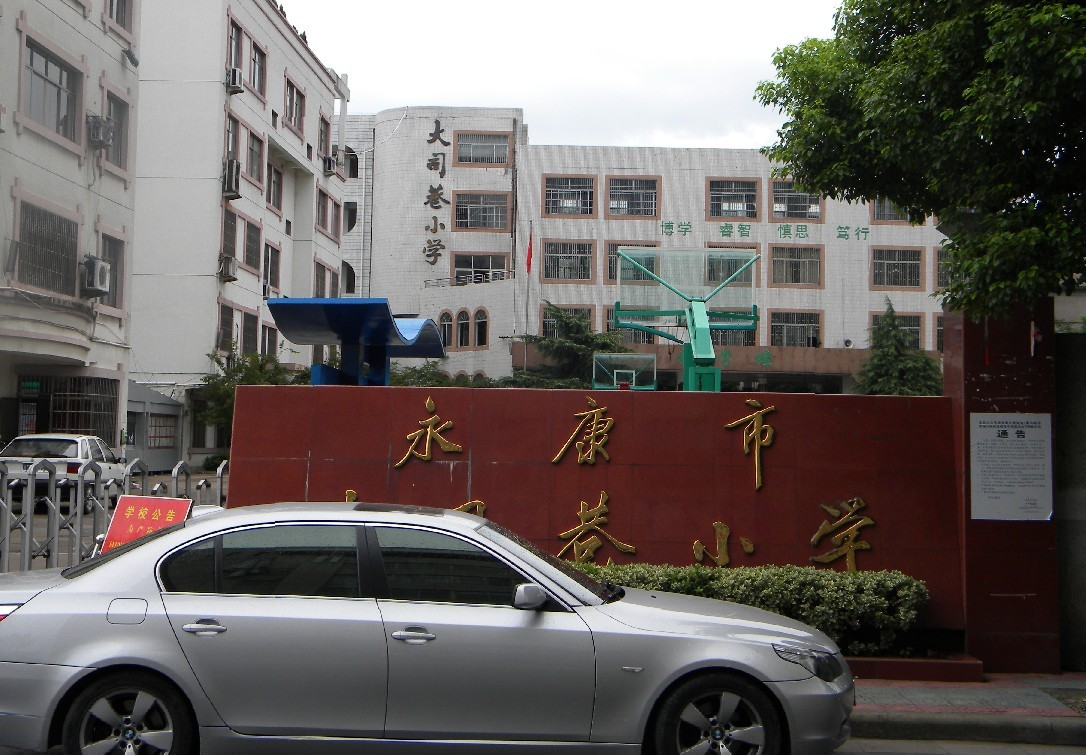
大司巷小学

城区主要小学：
- 大司巷小学
- 永康市民主小学
- 永康市解放小学
- 永康市人民小学
- 永康市实验学校

#### 初中
城区主要初中：
- 永康中学
- 永康市第三中学
- 永康市实验学校
- 永康市明珠学校
- 永康市第四中学
- 永康市古丽中学
- 永康市龙川学校

#### 高中

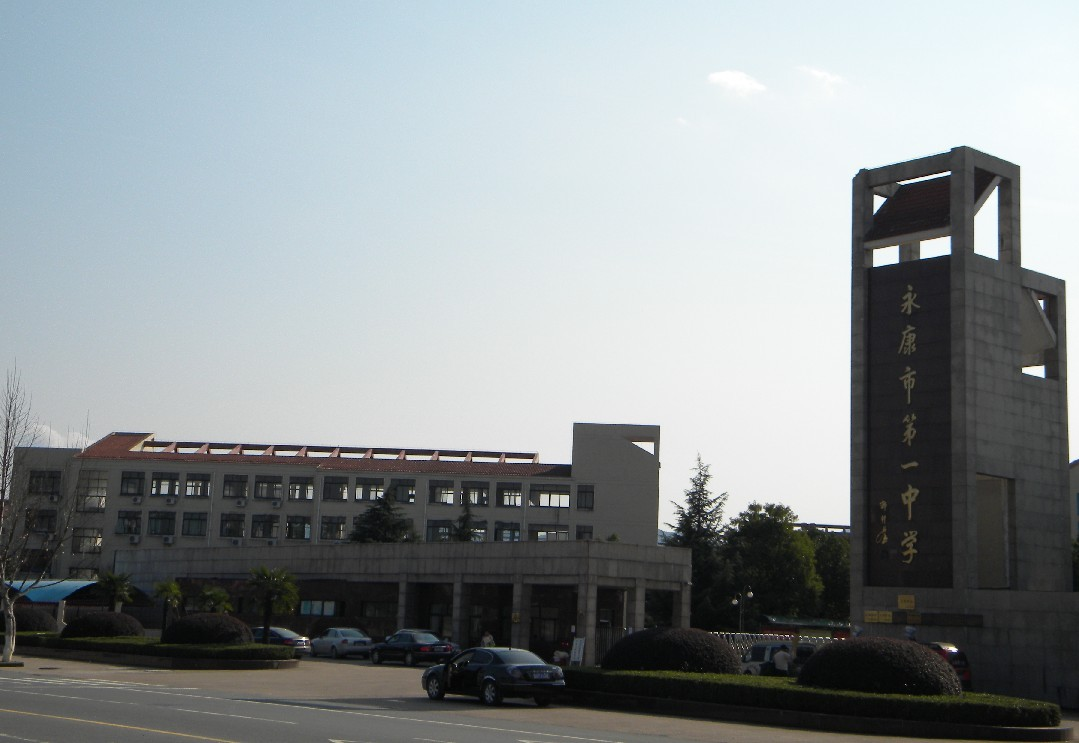
永康一中

城区主要普通高中：
- 永康市第一中学
- 永康市第二中学
- 永康市明珠中学
- 永康市古丽中学
- 永康市丽州中学

城区主要职业高中：
- 永康市职业技术学院

## 宗教

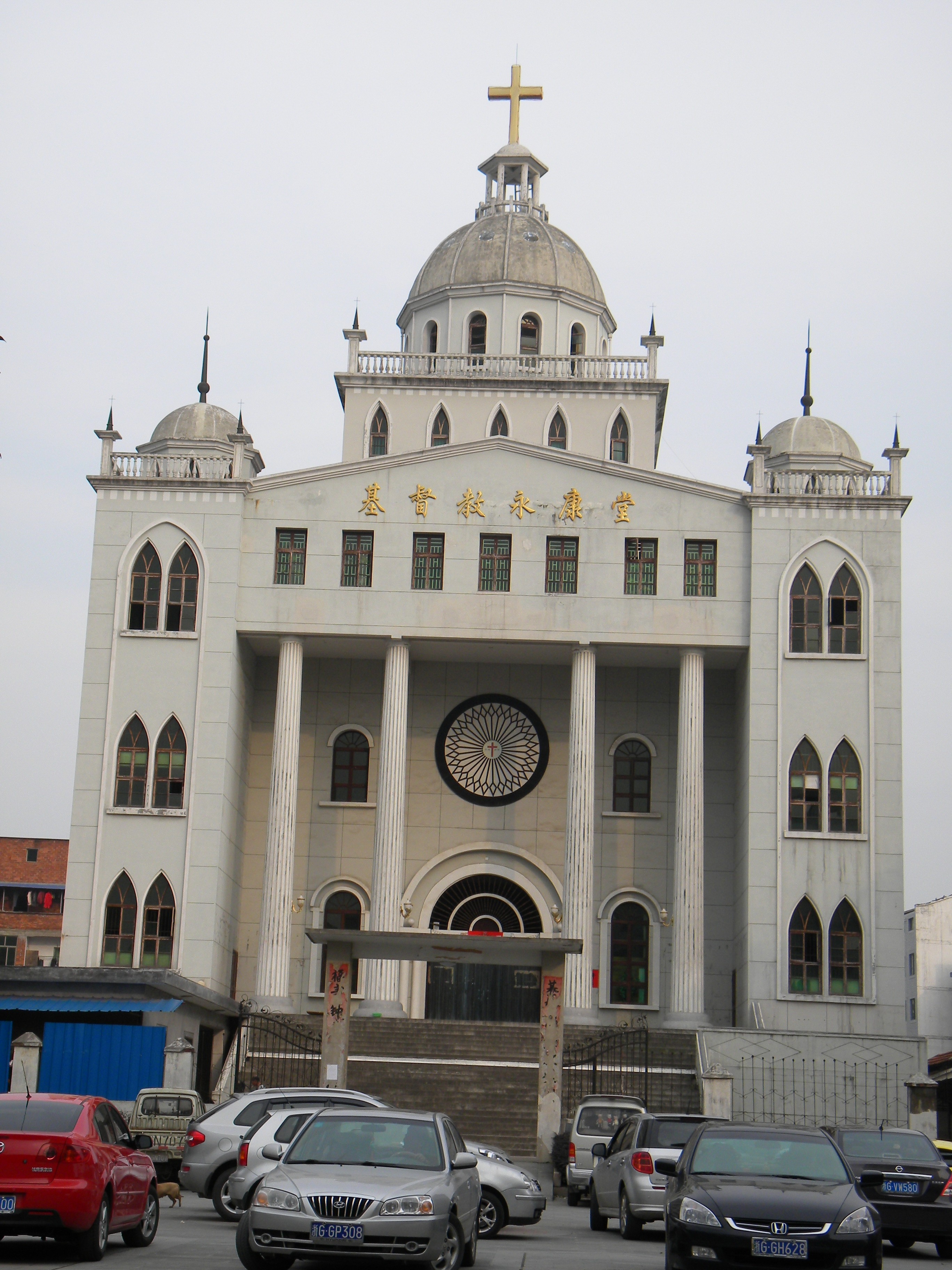
丽州北路基督教堂

### 佛教
民国30年（1941年）4月成立中国佛教会永康县分会，会员139人，分僧众和信众。民国31年由于日军侵扰永康而解体。民国36年3月，永康县佛教支会成立，有僧尼和居室会员107人，一年后停止活动。1957年2月建立永康县佛教协会，时有僧尼58人。至1985年后，登记僧尼共24人，居士500余人。 永康现有寺院有广慈寺、九华寺等。

### 新教
基督教新教约在清光绪四年（1878年）传入永康，有内地会和基督复临安息会两个派系。1950年后发起三自爱国教会。截至1987年，有基督徒6200余人。
教内多为高级知识分子家庭

### 天主教
民国22年（1933年），小告朱村朱林华在武义加入天主教组织，回村后致力于宣传教义，发展教徒。后又有神甫来永传教，建立教堂、教会。民国36年，号称信徒2630人，实际为500人左右。1949年后，教会司书、神甫相继离开，永康天主教无人主持，于1951年6月停止活动。

### 道教
永康道家分为全真派与正一派，至今道众已稀少鲜见。 有紫霄观等道观遗址。

## 友好城市

### 境內
- 广西壮族自治区凭祥市[65]
- 湖北省汉川市[66]
- 山东省乐陵市[67]

### 境外
- 阿根廷贝尔维业市[68]
- 中華民國永康區（意向）[69]
- 英国达得利市（英语：Metropolitan Borough of Dudley）（意向）[70]

### 引用
1. ↑  国务院第七次全国人口普查领导小组办公室. . 北京市: 中国统计出版社. 2022-07. ISBN 978-7-5037-9772-9. Wikidata Q130368174 （中文）.
2. 1 2  浙江省统计年鉴2018
3. ↑  .   [2010-07-31]. （原始内容存档于2016-05-04）.
4. ↑  .   [2010-07-31]. （原始内容存档于2019-10-13）.
5. ↑  .   [2010-07-31]. （原始内容存档于2012-07-28）.
6. ↑  永康县志 1991，第29頁
7. ↑  永康县志 1991，第34-36頁
8. ↑  永康县志 1991，第38頁
9. ↑  永康县志 1991，第41頁
10. ↑  .   [2010-07-31]. （原始内容存档于2012-01-14）.
11. ↑  新华网浙江频道 芝英撤街设镇 的存檔，存档日期2016-03-04.
12. ↑  . www.hongheiku.com.   [2023-04-29]. （原始内容存档于2022-01-22）.
13. ↑  《金华市2000年第五次全国人口普查主要数据公报》 的存檔，存档日期2005-03-06.
14. 1 2  浙江年鉴 的存檔，存档日期2011-03-07.
15. 1 2  永康县志 & 正德
16. 1 2  永康县志 1991，第63頁
17. ↑  永康县志 1991，第63-64頁
18. ↑  永康县志 1991，第64頁
19. ↑  永康市2010年第六次人口普查主要数据公报[永久]
20. ↑  永康县志 1991，第65頁
21. ↑  宁波海曙统计局 《对做好永康市外来人口复杂地区人口普查工作的思考》[永久]
22. ↑  永康市2011年国民经济和社会发展统计公报[永久]
23. ↑  永康频道 浙江永康新设海关办事处[]
24. 1 2  《 发展特色农业 推进农业产业化》 新华网浙江频道 的存檔，存档日期2008-10-07.
25. ↑  永康市统计信息网 《构建永康五金的支柱产业——五金机械工业产业结构分析》[永久]
26. ↑  .   [2010-07-30]. （原始内容存档于2013-03-11）.
27. ↑  .   [2010-07-08]. （原始内容存档于2009-09-15）.
28. ↑  新华网浙江频道 永康笑纳“中国休闲运动车之都” 的存檔，存档日期2010-05-23.
29. ↑  “中国口杯之都”花落永康 的存檔，存档日期2011-02-22.
30. ↑  .   [2010-07-30]. （原始内容存档于2009-08-25）.
31. ↑  新华网浙江频道 第12届中国五金博览会在浙江永康举行 的存檔，存档日期2016-03-04.
32. ↑  《金华日报》 永康大力扶持第三产业发展[永久]
33. ↑  .   [2010-07-30]. （原始内容存档于2009-03-21）.
34. ↑  新华网浙江频道 永康地方财政收入增幅居金华第一 的存檔，存档日期2010-06-21.
35. ↑  .   [2010-07-30]. （原始内容存档于2020-09-22）.
36. 1 2  永康县志 1991，第672頁
37. ↑  《汉语方言概要·第五章 吴方言》 袁家骅 语文出版社 2001年1月版 ISBN 978-7-80126-474-9
38. ↑  第一批国家级非物质文化遗产扩展项目名录 浙江省非物质文化遗产网 的存檔，存档日期2009-04-21.
39. 1 2  第二批国家级非物质文化遗产名录 浙江省非物质文化遗产网 的存檔，存档日期2010-11-21.
40. 1 2 3  .   [2010-07-27]. （原始内容存档于2016-03-04）.
41. ↑  永康情况简介[永久]
42. ↑  《华溪春潮》登陆美国卫星电视网 的存檔，存档日期2005-09-21.
43. ↑  永康频道 我市公路通车总里程突破1000公里[永久]
44. 1 2  新华网浙江频道 大交通拓宽永康市经济道路 的存檔，存档日期2016-03-04.
45. ↑  永康市2008年国民经济和社会发展统计公报[永久]
46. ↑  . 永康金报. 2015-12-17  [2015-12-20]. （原始内容存档于2015-12-22）.
47. ↑  永康市公交线路营运一览表 的存檔，存档日期2010-01-17.
48. ↑  永康出租车首次启动燃油附加费 浙江在线永康频道[永久]
49. ↑  《永康日报》 永康汽车有多少？101455辆！[永久]
50. ↑  .   [2010-07-07]. （原始内容存档于2016-03-05）.
51. ↑  永康日报 我市新添七处省级文保单位 Archive.today的存檔，存档日期2013-01-02
52. ↑  .   [2010-07-07]. （原始内容存档于2016-03-06）.
53. ↑  金华市文物局 永康市公布第五批文物保护单位名单 Archive.today的存檔，存档日期2012-08-04
54. ↑  永康新闻网 关于公布第六批市级文物保护单位的通知 Archive.today的存檔，存档日期2013-04-28
55. ↑  《永康市卫生局2009年医疗机构登记注册公告》 的存檔，存档日期2009-10-31.
56. ↑  永康市卫生局《卫生动态》第十七期[]
57. ↑  永康县志 1991，第540頁
58. ↑  永康县志 1991，第707頁
59. ↑  永康县志 1991，第708頁
60. ↑  永康县志 1991，第708-709頁
61. ↑  永康县志 1991，第709頁
62. ↑  永康县志 1991，第712頁
63. ↑  永康县志 1991，第712-713頁
64. ↑  中国宗教网 《浙江省永康市发现一座千年道观》[永久]
65. ↑  浙桂两省区签订加强社会经济发展合作框架协议 新华网广西频道[永久]
66. ↑  2006年汉川市政府工作报告[永久]
67. ↑  .   [2010-07-28]. （原始内容存档于2012-09-11）.
68. ↑  .   [2010-07-28]. （原始内容存档于2020-09-22）.
69. ↑  我市经贸考察团考察台湾[永久]
70. ↑  汽车产业考察团结束赴欧考察[]